# Lacon avitus
Lacon avitus es una especie de escarabajo del género Lacon, tribu Agrypnini, familia Elateridae. Fue descrita científicamente por Say en 1839.
Se distribuye por Estados Unidos y Canadá. La especie se mantiene activa durante los meses de mayo, junio, julio y agosto. Mide 12-14 milímetros de longitud.